# Польовий Федір
Федір Польовий  (псевдо: «Поль») (* 1913 — † 15 жовтня 1944, с. Липа, Долинський район, Івано-Франківська область) — майор УПА (посмертно). Командир старшинських шкіл УПА.
Лицар Золотого Хреста Бойової Заслуги 2-го класу (посмертно).

## Життєпис
Народився у Кременецькому повіті тодішньої Волинської губернії.
Служив у польській армії, де отримав старшинське звання.
На початку німецько-радянської війни Федір Польовий керував однією з трьох груп ОУН-Мельника, яка вслід за німцями марширувала з Володави за маршрутом, що вів через південну Волинь на прикордоння з Поліссям.
Члени похідних груп одержали підроблені документи або перепустки служби пропаганди Вермахту. На осягнутому терені вони організовували українську міліцію і місцеве управління, а також здійснювали широку агітацію, закликаючи українців займати управлінські посади та працювати для побудови самостійної України.
Згодом поручник Федір Польовий керувавав підстаршинською школою УПА «Дружинники». Школа була розміщена на хуторах між селами Злотолинь і Ярополт над річкою Горинню (на південь від м. Степань) на території Північної ввоєнної округи «Заграва», підпорядковуваного групі УПА-Північ. Оскільки рівень навчання у цій школі виявився вищим, аніж у старшинській, то після першої презентації та певної реорганізації її перейменовано на старшинську школу, а комендантом став Леонід Ступницький.
У жовтні 1943 — січні 1944 на Волині під командуванням поручника Федора Польового діяла школа «Лісові чорти». З наближенням радянських військ вишкільні курси було перенесено у Галичину. В Карпатах у лютому 1944 засновано школу «Олені», яка дала два випуски: «Олені-1» (березень-липень) та «Олені-2» (липень-жовтень 1944). Командував школою «Олені» поручник «Хмель», а згодом — Федір Польовий.
Федір Польовий загинув 15 жовтня 1944 у большевицькій засідці в урочищі Глибокий біля с. Липа, Долинського району Івано-Франківської області з усім штабом.
Посмертно підвищений до рангу майора УПА.

## Нагороди
Відзначений Золотим Хрестом бойової заслуги УПА 2 класу (посмертно).

## Вшанування пам'яті
У липні кожного року, починаючи з 1988, велика кількість людей бере участь у поході з села Липа до місця загибелі Ярослава Мельника «Роберта» біля гори Яворина, а також відвідують повстанський цвинтар, де похоронений Федір Польовий та стрільці старшинської школи «Олені». У самому селі проводиться свято повстанської пісні, яке має обласний статус.